# Карл Раппан
Карл Раппан (нім. Karl Rappan, нар. 26 вересня 1905, Відень, Австро-Угорщина — пом. 2 січня 1996, Берн, Швейцарія) — австрійський футболіст, нападник і півзахисник. Більше відомий як футбольний тренер.

## Ігрова кар'єра
Народився 26 вересня 1905 року у Відні. Вихованець місцевого клубу «Донау». Спочатку виступав у нападі, а згодом у середній лінії віденських команд «Ваккер» (1924—1928), «Аустрія» (1928—1929) і «Рапід» (1929—1931). У складі останнього клуба був володарем кубка Мітропи і чемпіоном Австрії. Всього за «Рапід» провів 31 матч; із них у лізі — 19 (2 голи) і шість у кубку Мітропи.
За національну збірну провів у 1927 році два матчі. У першому, 10 квітня, австрійські футболісти перемогли збірну Угорщини з рахунком 6:0, а Карл Раппан забив другий гол у ворота суперників. Вдруге вийшов на поле, у головній команді країни, на матч зі збірною Чехословаччини (0:2 на користь суперника).

## Тренерська діяльність
У 1931 році перейшов до женевського «Серветта» і через півроку став граючим тренером команди. Працював головним тренером «Грассгоппера» (1935—1948), «Серветта» (1948—1957), «Цюриха» (1958—1959) і «Лозанни» (1964—1968). У 1948 році отримав швейцарське громадянство. Під його керівництвом «Грассгоппер» здобував перемоги у п'яти чемпіонатах і семи національних кубках, у трьох сезонах зробив «дубль». Із «Серветтом» — три перемоги у лізі й одна в кубку, участь у першому розіграші кубка європейських чемпіонів. У чемпіонаті і кубку перемагав і з «Лозанною». У сезоні 1969/70 очолював віденський «Рапід», але не маючи відповідної тренерської ліцензії, обіймав посаду технічного директора.
Збірну Швейцарії очолював чотири рази: 1937—1938, 1942—1949, 1953—1954 і 1960—1963 роках. Під його керівництвом команда виступала на трьох чемпіонатах світу (1938, 1954, 1962). Всього очолював збірну Швейцарії у 62 матчах.
Автор захисної тактики, відомої як «швейцарський замок» або «замок Раппана». Його ідея полягала в тому, що крайні півзахисники стали крайніми захисниками. Також з'явилися два центральних захисника, що грали один перед іншим, тобто «стопер» і «ліберо». На її основі італійський тренер Нерео Рокко створив всесвітньо відоме «катеначо».
Один із засновників кубка Інтертото, який до 1967 року називався Міжнародним футбольним кубком або кубком Раппана.

## Досягнення

### Гравець
- Володар кубка Мітропи (1): 1930
- Чемпіон Австрії (1): 1930

### Тренер
- Чемпіон Швейцарії (9): 1933, 1934, 1937, 1939, 1942, 1943, 1945, 1950, 1965
- Володар кубка Швейцарії (9): 1937, 1938, 1940, 1941, 1942, 1943, 1946, 1949, 1964

## Статистика
| № | Дата       | Місто  | Господарі      | Рахунок | Гості    | Гол |
| - | ---------- | ------ | -------------- | ------- | -------- | --- |
| 1 | 10.04.1927 | Відень | Австрія        | 6 : 0   | Угорщина | 29' |
| 2 | 18.09.1927 | Прага  | Чехословаччина | 2 : 0   | Австрія  |     |